# Rolland de Dinan
Rolland de Dinan, mort en 1186, est seigneur de Dinan-sud, de Léhon et de Becherel, compagnon d'armes d'Eudon de Porhoët.

## Biographie
Fils d'Alain de Dinan, seigneur de Dinan-sud, de Léhon et de Bécherel, Roland de Dinan reçoit Dinan-sud, Léhon et Becherel à la mort de son père, en 1157.
Roland est mêlé au conflit qui déchire le duché de Bretagne après la mort de Conan III. Il prend le parti d'Eudon de Porhoët en lutte contre le futur Conan IV, légitime héritier du duché et soutenu par le roi d’Angleterre, Henri II Plantagenêt, alors omniprésent dans les affaires du duché et à qui il s'oppose entre 1160 et 1168.
En 1167, profitant du départ d’Henri II Plantagenêt pour la Normandie, plusieurs seigneurs bretons dont Rolland, conduits par Eudon de Porhoët, se soulèvent. Pour contrer cette révolte, le monarque anglais revient en Bretagne et met tout à feu et à sang. Il ravage les possessions de Rolland, s'empare de Bécherel en 1168 et fait démolir le château de Léhon en 1169. Réconcilié avec le roi d'Angleterre en 1169, Henri II nomme en 1173-1174, Rolland de Dinan régisseur du duché pour le compte de son troisième fils, Geoffroy et Grand Justicier de Bretagne. Au tournant des années 1170, Rolland de Dinan fonde l’Abbaye Notre-Dame de Beaulieu (Languédias) qu’il confie à l’Ordre de Saint-Augustin. Il offre aux chanoines les terres de l’abbaye, l’étang, le moulin et le bois de Kérivan, ainsi que les domaines de La Beauflais et de Trébédan. En 1173, il adopte son neveu, Alain de Vitré, au cours d’une cérémonie à laquelle participe Henri II Plantagenêt. En 1181, le duc Geoffroy II le destitue de ses fonctions et le remplace par Raoul II de Fougères.

## Succession
Rolland de Dinan serait resté célibataire. Il meurt en 1186, son corps est inhumé dans l'église de l'abbaye de Beaulieu. Sans descendance, il laisse tous ses biens à son neveu Alain de Vitré.

## Le gisant de Rolland de Dinan

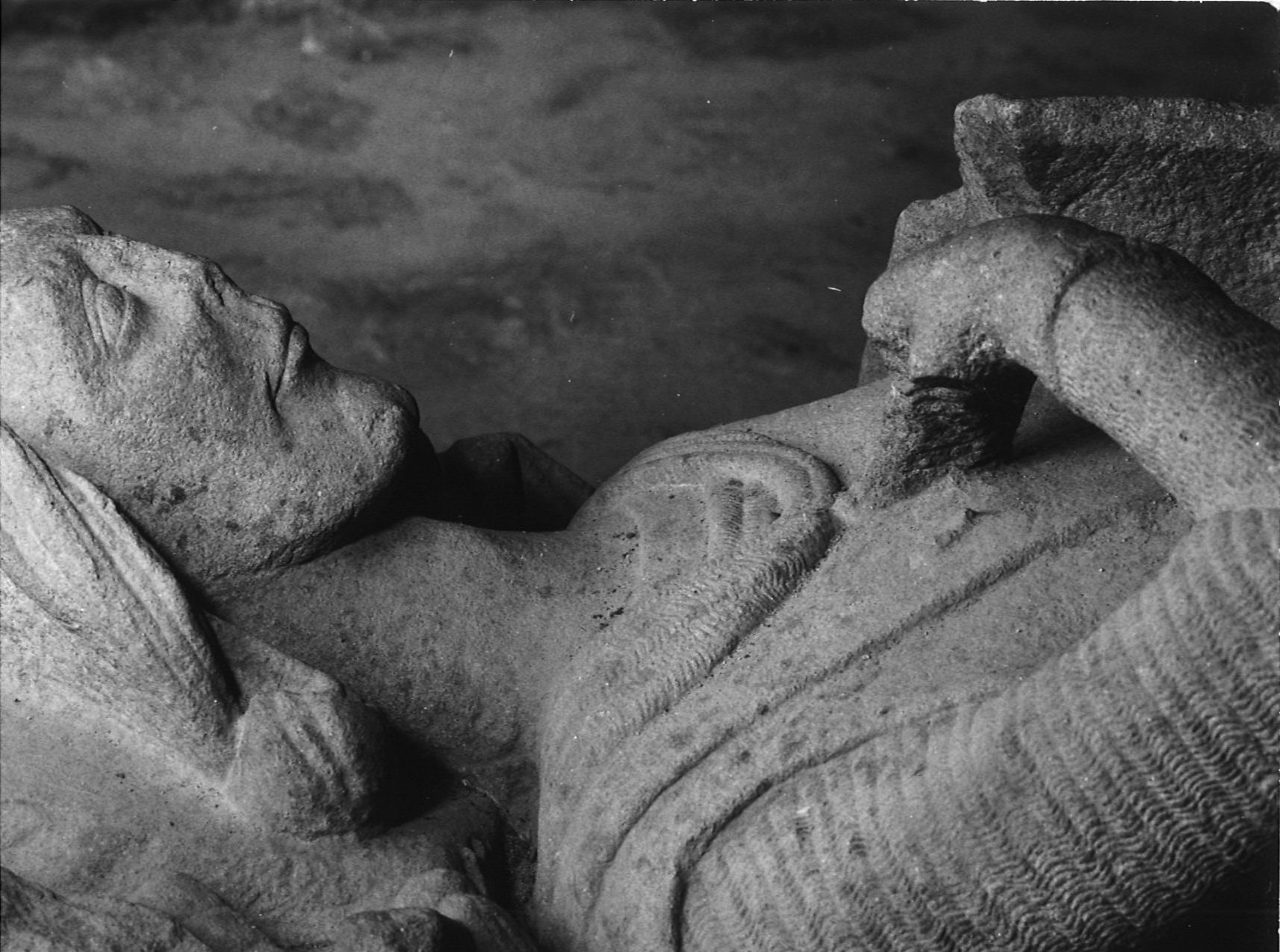
Gisant de Rolland de Dinan (XIIIe siècle), collection Ville de Dinan - Musée de Dinan

Le gisant de Rolland de Dinan appartient aux collections du musée de Dinan. Le personnage figuré est très grand (la dalle mesure 2,15 mètres de longueur), sa tête repose sur un coussin. Son visage triangulaire est encadré de cheveux bouclés. Rolland garde les yeux ouverts, son expression est paisible et son genou est découvert ; il semble faire un pas en avant. Il porte ses armes, signe de sa fonction et de son activité d’ici-bas. Il est vêtu de son haubert et de ses chausses de fer ; ses pieds reposent sur un lion. Ses gantelets de fer sont également parfaitement représentés. Par-dessus cet équipement, Roland est habillé d'un surcot. Le bouclier de Rolland présente les mêmes armoiries que le sceau de sa petite-nièce, Gervaise de Dinan, fille d'Alain de Vitré : losangés d’argent sur fond de gueule. Primitivement, le gisant de Rolland de Dinan reposait à l’abbaye Notre-Dame de Beaulieu, aux côtés du gisant de son neveu, Alain de Vitré. L’effigie funéraire d’Alain de Vitré est aujourd’hui conservée dans le cloître de la cathédrale de Tréguier.
Les deux gisants se ressemblent trait pour trait, au point que l’on suppose qu’ils faisaient partie de la même commande et sont le fruit du même atelier. Ils sont proches de ceux de la famille de Beaumont-sur-Sarthe et forment, à leurs côtés, les premiers gisants armés d’Europe. Le gisant n’a pas été sculpté à l’époque du trépas de Rolland : l’analyse stylistique de l’armure figurée par le sculpteur indiquerait plutôt les années 1220. Il s’agirait donc d’une commande différée. Selon Peter Meazey, le commanditaire des gisants de Rolland de Dinan et d’Alain de Vitré pourrait être soit le troisième époux de Gervaise de Dinan, soit son gendre. Gervaise de Dinan est dame de Dinan entre 1197 et sa mort en 1238. Son troisième mariage fait venir Richard le Maréchal à Dinan et parallèlement, elle marie sa deuxième fille avec Henri d'Avaugour, fils du comte Alain de Penthièvre. En supposant que les gisants datent des années 1220-1230, l'un ou l'autre de ces deux hommes pourrait les avoir commandés, tous les deux ayant besoin d'imposer leur autorité, de montrer leur largesse et de célébrer l'ancienne lignée.
L'effigie funéraire de Rolland de Dinan est extraite des ruines de l’abbaye de Beaulieu quelque temps après la Révolution, puis transportée à Saint-Brieuc. En 1848, Luigi Odorici, conservateur du musée de Dinan, réussit à faire valoir les droits de la Ville de Dinan auprès des membres du Conseil général des Côtes-du-Nord qui acceptèrent que la pierre retournât à Dinan. Elle est installée, dans un premier temps, au rez-de-chaussée de l’hôtel de ville, puis transférée au château de Dinan vers 1908. Présenté d'abord dans la chapelle du château, puis transféré au niveau inférieur de la tour Coëtquen dans les années 1970, Rolland repose depuis 2018 dans la basilique Saint-Sauveur de Dinan.

Gisant de Rolland de Dinan
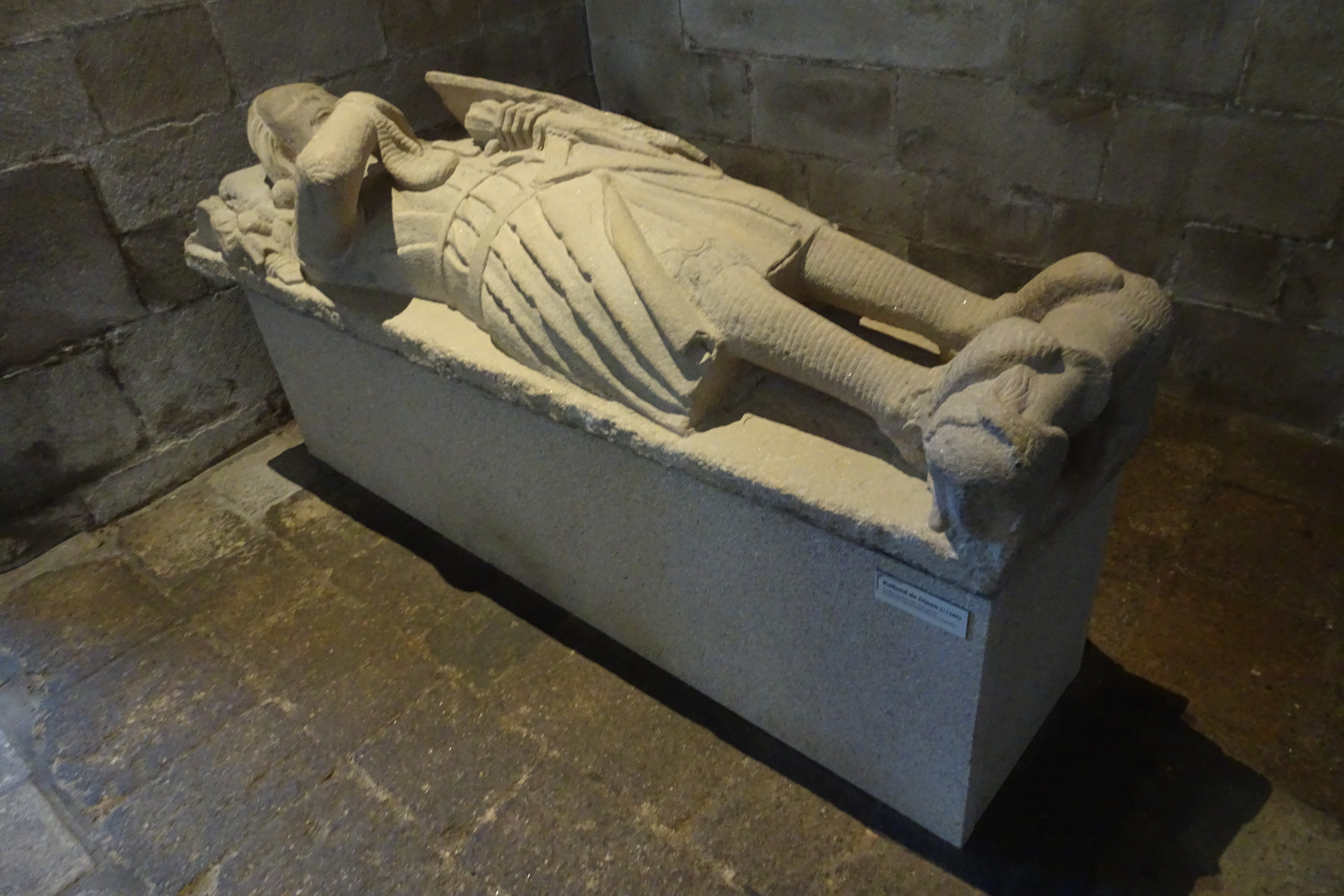
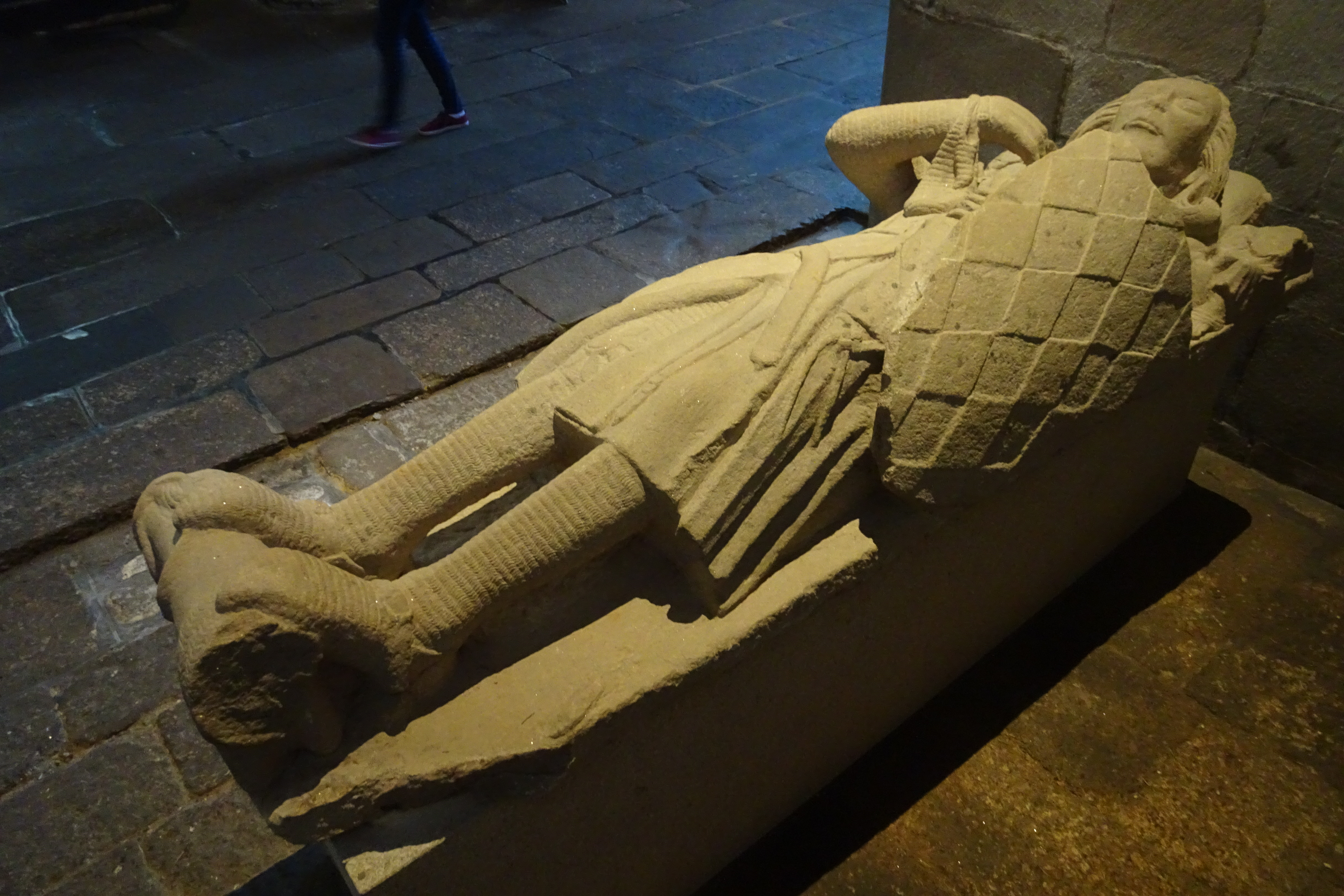